# Año cero
El año cero (0) no existe en el calendario gregoriano ni en el juliano. El año 1 a. C. precede inmediatamente al año 1 d. C. Es decir que después del 31 de diciembre del año 1 a. C. comenzó el 1 de enero del año 1 d. C. Lo mismo acontecería con las décadas, empezando la primera de nuestra Era en el año 1 d. C. y hasta el año 10 d. C., para conformar así la década (diez años) lo que hace que el año 10 d. C. sea parte de la primera década y no de la siguiente.
Los historiadores adoptaron esta convención a partir de su utilización por Beda en su Historia ecclesiastica gentis Anglorum (Historia eclesiástica del pueblo inglés, de 731). Beda no utilizó el cero debido a que los años se cuentan a partir de uno y no de cero. Él conocía bien el número cero, dado que cero fue la primera epacta del ciclo de 11 años utilizado para calcular la fecha de la Pascua, tal como explicó en su obra De temporum ratione (Sobre el recuento del tiempo, de 725). La palabra latina nullae, que significa 'nada', se utilizó para nombrar esta epacta, mientras que el resto de las epactas fueron numeradas con cifras romanas.
En cualquier caso, los años, como los días o los siglos, no se cuentan con números cardinales, sino que se ordenan con números ordinales, entre los que no hay cero (por ejemplo, en una lista ordenada, antes del primero no hay una posición cero). Así pues, no hay año cero del mismo modo que no hay siglo cero, ni día cero de los meses, ni hay ningún día cero de la semana. También el cómputo de las horas se hizo tradicionalmente por números ordinales (hora prima, hora secunda, hora tercia, etc. en la terminología latina; o doce en punto de la noche, doce y un minuto de la madrugada, etc. en la terminología española clásica), hasta que en la segunda mitad del siglo XX, la generalización de la numeración propia de las pantallas digitales y del vocabulario militar estadounidense, así como la práctica de cronometrar para comparar la duración de periodos de tiempo vinculados a actividades populares como los deportes, introdujeron en el uso cotidiano los novedosos conceptos de hora cero, minuto cero, segundo cero y sus submúltiplos.
En cualquier caso, aunque en ningún calendario civil del mundo se usa el año cero, si que existen, en campos concretos, sistemas alternativos de numeración de años que incluyen un año cero para simplificar sus estudios, como el  Calendario Astronómico.

## Año cero en el calendario gregoriano proléptico e ISO 8601
El calendario gregoriano comienza en 1582. La extensión de este calendario a fechas anteriores se denomina gregoriano proléptico.
El estándar ISO 8601 recomienda utilizar el gregoriano proleptico para todas las fechas anteriores a 1582, pero sin concretar tampoco como extenderlo a fechas anteriores al año 1.
En este contexto, es habitual incluir un año 0 y representar los años anteriores como negativos, ya que eso facilita el almacenamiento informático y cálculo del número de años entre un año negativo y uno positivo. 
Esta es la recomendación del ISO al utilizar la notación ISO 8601, aunque es sólo una recomendación, y el estándar es solo una notación que puede basarse en cualquier calendario.
En estos sistemas, el año 0 es un año bisiesto.

## Año cero en el calendario juliano proléptico
Los astrónomos introdujeron el año cero para normalizar la cronología atendiendo a sus propios criterios. El calendario que lo utiliza se llama Calendario juliano proléptico. Esta decisión implica un desfase de los años anteriores: el primer año antes de Cristo corresponde al año cero, porque después del 31/12/1 a. C. llegaría a ser directamente el 1/1/1 d. C.
Existen dos razones para usar el año 0:
1. de 32 a. C. a 1 a. C. hay 31 años,
de 1 a. C. a 1 d. C. hay 1 año,
de 1 d. C. a 15 d. C. hay 14 años.
En total 31 + 1 + 14 = 46.
Si interpretamos 32 a. C. como el año −31, entonces su edad al final de su vida se calcula tomando la diferencia entre las fechas de su muerte y de su nacimiento: 15 − (−31) = 46.
2. Se conjetura hoy en día que Jesús de Nazaret no habría nacido en el año que sirve de inicio de nuestro calendario, sino unos 4 años antes (entre el 2 a. C. y el 7 a. C. según las fuentes), aunque lógicamente existe cierta controversia respecto al año exacto (véase «fecha de nacimiento de Jesus »).[1]

Hay tres razones para no usar el año cero
1. Si modificáramos todas las fechas antes de Cristo, se introduciría una confusión adicional sobre todas las fechas históricas publicadas.
2. Si usáramos el sistema de numeración con inicio 0, deberíamos tener el año 0, el siglo 0, el milenio 0, etc.
3. Si en vez de considerar el 0 como un periodo de tiempo, lo hacemos como un instante (o un hito en la escala temporal), a partir de ese momento el tiempo transcurrido empezaría a contar en positivo. Aplicando el mismo criterio, el tiempo contado hacia atrás se contaría en negativo desde el momento 0.